# Міста і роки
Про однойменний німий художній фільм див. Міста і роки (фільм, 1930)
«Міста і роки» (рос. «Города и годы») — радянський двосерійний фільм 1973 року, режисера  Олександра Зархі, екранізація однойменного роману  Костянтина Федіна.

## Сюжет
Дія відбувається в Німеччині та в Росії і розповідає про події Першої світової війни, революції і громадянської війни. Головному герою — художнику Андрію Старцеву — доводиться багато пережити, перш ніж він знаходить своє місце в новому світі.

## У ролях
| Актор                  | Роль              |
| ---------------------- | ----------------- |
| Барбара Брильська      | Марі Урбах        |
| Ігор Старигін          | Андрій Старцев    |
| Зігфрід Глацедер       | Художник Курт Ван |
| Сергій Мартінсон       | Персі             |
| Ірина Печерникова      | Рита Старцова     |
| Георгій Бурков         | Сторож            |
| Микола Гринько         | Лелендін          |
| Леонід Кулагін         | Платонов          |
| Володимир Носик        | Альберт           |
| Хельга Герінг          | Фрау Мюллер       |
| Віталій Леонов         | Епізод            |
| Фрідріх Вільгельм Юнге | Маркграф          |
| Олена Вольська         | Дама              |
| Ервін Кнаусмюллер      | Німецький офіцер  |

## Знімальна група
- Режисер-постановник:  Олександр Зархі
- Сценаристи:  Володимир Валуцький,  Олександр Зархі
- Оператор-постановник:  Олександр Княжинський
- Композитор:  Альфред Шнітке
- Текст пісень:  Михайло Львовський
- Художник-постановник: Давид Виницький
- Диригент:  Марк Ермлер